# Emilio Scanavino

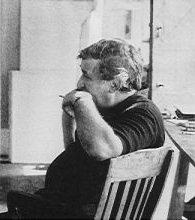
Emilio Scanavino bei der Arbeit

Emilio Scanavino (* 28. Februar 1922 in Genua, Italien; † 28. November 1986 in Mailand, Italien) war ein italienischer Maler und Bildhauer. Er gehört zu den bedeutenden Vertretern der Abstrakten Kunst nach dem Zweiten Weltkrieg.

## Leben und Wirken
Emilio Scanavino besuchte nach der “scuola magistrale” in Genua die Kunstschule “Liceo Artistico Nicolò Barabino” ab 1938 als Schüler von Mario Calonghi. Emilio Scanavino
hatte seine erste Ausstellung 1942 im Salone Romano in Genua. Er zog nach Mailand und schrieb sich an der Mailänder Universität an der Fakultät für Architektur ein.
Im Jahr 1947 reiste Scanavino nach Paris und hatte Kontakte zu den dortigen Künstler- und Schriftstellerkreisen. Er lernte unter anderem Édouard Jaguer, Wols und Camille Bryen kennen. Seine Erfahrungen beeinflussten seine Kunst. Er malte erst in einem postkubistischen Stil, stellte 1948 in der Galleria l’Isola in Genua aus und fand dann ganz zur abstrakten Malerei.
Im Jahr 1950 war Scanavino Teilnehmer der XXV. Biennale von Venedig. 1951 hatte er eine Ausstellung in der Apollinaire Gallery in London. Er lernte dort Philip Martin, Eduardo Paolozzi und Francis Bacon kennen, was seine Kunst nachhaltig beeinflussen sollte.
Er unterhielt künstlerische Kontakte und Freundschaften mit Lucio Fontana, Sergio Dangelo, Enrico Baj, Gianni Dova, Roberto Crippa, Asger Jorn, Karel Appel, Corneille, der Gruppe CoBrA und mit Roberto Matta und Wifredo Lam.
Scanavino stellte 1954 auf der XXVII. Biennale von Venedig aus, auf der XXIX. Biennale 1958 gewann er einen Preis und die XXX. und XXXIII. Biennale 1960 und 1966 widmeten ihm je einen eigenen Saal. 1959 war er Teilnehmer der documenta 2 in Kassel.
1958 zog er mit seiner Familie nach Mailand. Er lernte dort Gianpiero Giani, Gillo Dorfles, Roberto Sanesi, Franco Russoli und Alain Jouffroy kennen.
Im Jahr 1970 gewann er den großen Preis der Biennale di Mentone. Er wurde 1971 zur Biennale von São Paulo eingeladen und stellte dort mit Alik Cavaliere zusammen aus. Es folgten wichtige Einzelausstellungen in der Kunsthalle Darmstadt (1973) und in Venedig im Palazzo Grassi und in Mailand im Palazzo Reale.
1979 und 1980 stellte er in der Galerie Matthias Fels in Paris und im Palazzo Massari in Ferrara aus. 1984 und 1985 folgten Retrospektiven in Florenz im Palazzo dei Congressi und im Chateau de Tours.
Emilio Scanavino starb im Alter von nur 64 Jahren am 28. November 1986 in Mailand.